# Aspalathus incompta
Aspalathus incompta är en ärtväxtart som beskrevs av Carl Peter Thunberg. Aspalathus incompta ingår i släktet Aspalathus och familjen ärtväxter. Inga underarter finns listade i Catalogue of Life.